# Núi Cô Tô

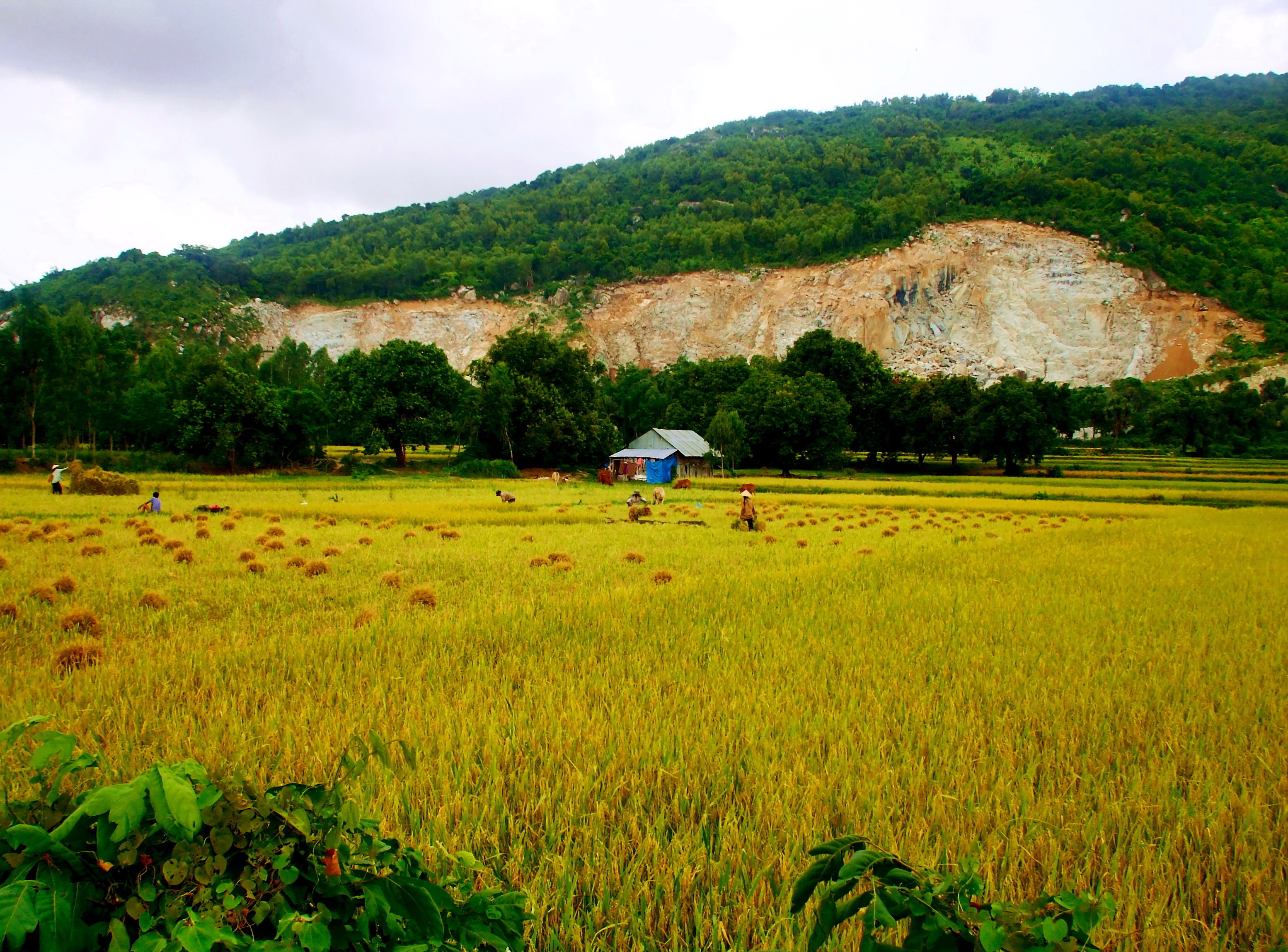
Một cánh đồng lúa chín bên núi Cô Tô

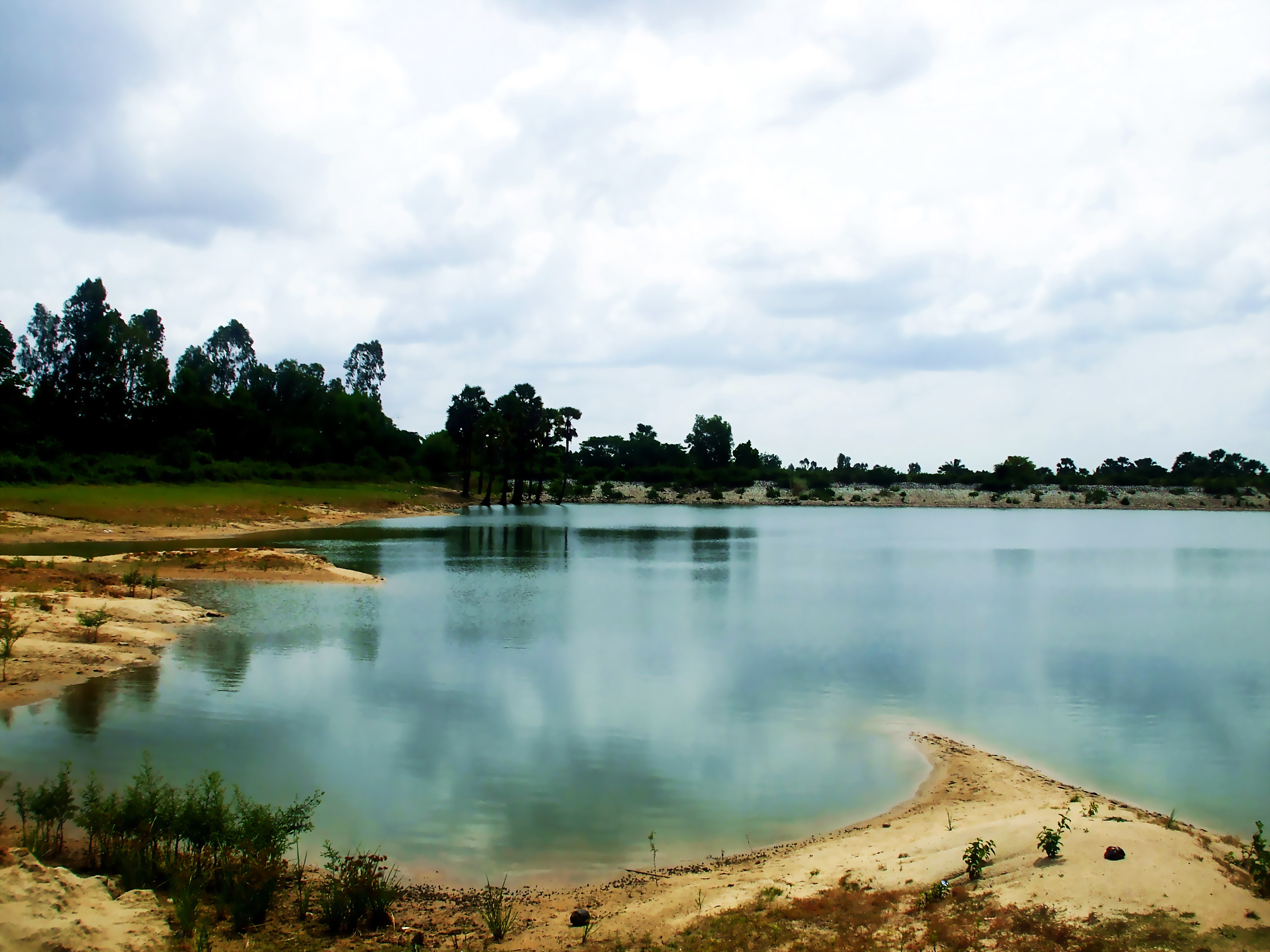
Hồ Soài So thuộc khu vực núi Cô Tô

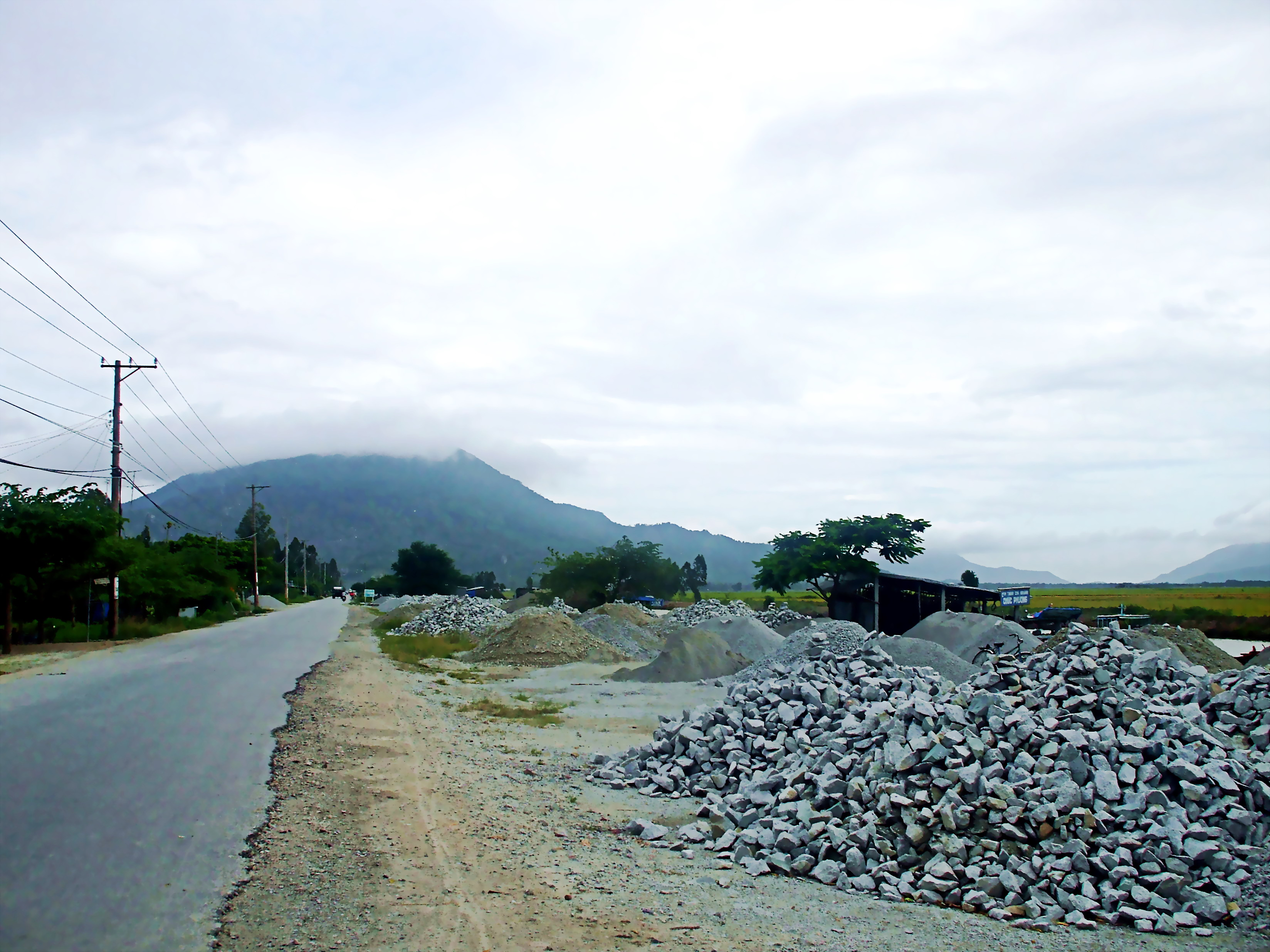
Đá khai thác ở núi Cô Tô đang được bày bán

Núi Cô Tô (gọi tắt: núi Tô), tên chữ: Phụng Hoàng sơn, tên Khmer: Phnom-Ktô; là một ngọn núi trong Thất Sơn, thuộc thị trấn Cô Tô, huyện Tri Tôn, tỉnh An Giang, Việt Nam.

## Giới thiệu
Núi Cô Tô cao 614 m, dài 5.800 m, rộng 3.700 m. Vì ở một vùng bán sơn địa và vì do cấu tạo địa chất đặc biệt, nên nhiều nơi bên trong núi là một hệ thống hang động ngầm như tổ ong lớn, rất kiên cố và vững chắc. Vì vậy, khu vực núi Tô có nhiều điểm đáng tham quan. Nổi bật có:

### Đồi Tức Dụp
Đồi Tức Dụp hay Tức Chóp (tiếng Khmer) có nghĩa nước quanh năm. Đồi nằm ở sườn phía Tây núi Cô Tô, cách thị trấn Tri Tôn khoảng 18 km. Trước năm 1975, ngọn đồi được nhiều báo chí gọi là ngọn đồi "Hai triệu đô la" do số bom đạn của Mỹ dội xuống đây được tính ra đồng đô la Mỹ.
Đây là căn cứ địa dùng để chống Mỹ của một số quân và dân tỉnh An Giang. Nhờ nơi này, trập trùng đá với những lối đi quanh co lúc rộng, lúc hẹp, lúc cheo leo và bên trong là những hang động rộng lớn mà khi xưa được dùng làm hang Tuyên huấn của Tỉnh ủy An Giang, kho vũ khí, nơi ăn ở, trạm xá và hội trường có sức chứa lên đến khoảng 150 người.

### Hồ Soài So
Nằm ở sườn phía Đông núi Cô Tô là một hồ nước có vẻ đẹp hoang sơ, nước hồ luôn xanh biếc và phẳng lặng. Hồ rộng chừng 5 hecta, có dung tích khoảng 400.000 m³, được đào trong vào những năm 1986 đến năm 1994, để sử dụng tưới tiêu cho hàng trăm hecta ruộng rẫy và cung cấp nước sinh hoạt cho nhân dân trong vùng. Tính đến năm 2009, thì đây là hồ nhân tạo lớn nhất của tỉnh An Giang.
Một số điểm trên núi đáng tham quan khác là Mũi Tàu, Mũi Hải, Vồ Hội lớn, Vồ Hội nhỏ, suối Cây giông, Pháo đài và Bàn chân tiên.

## Tài nguyên
Bên cạnh các nguồn lợi từ du lịch, hành hương và cây trái núi Cô Tô còn có nhiều nguồn lợi khác từ tài nguyên như than bùn dạng vỉa, đá xây dựng (thuộc đá sậm màu hạt thô) đất sét cao-lanh và nhiều mội nước khoáng thiên nhiên.
Hiện nay, nơi Núi Tô có nhiều công trường khai thác đá với số lượng khai thác được liệt vào hạng nhiều nhất đồng bằng sông Cửu Long.

## Một vài hình ảnh

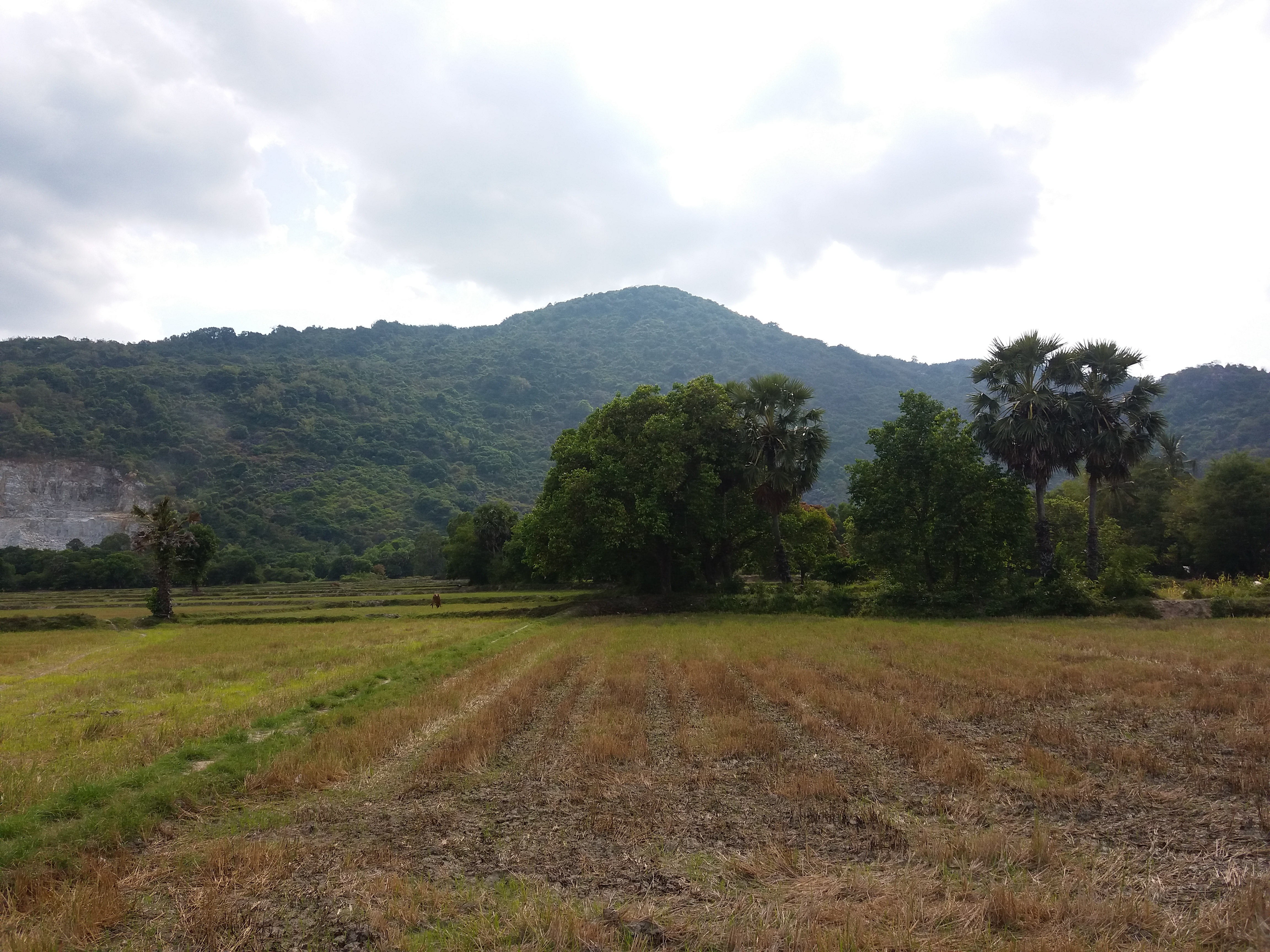
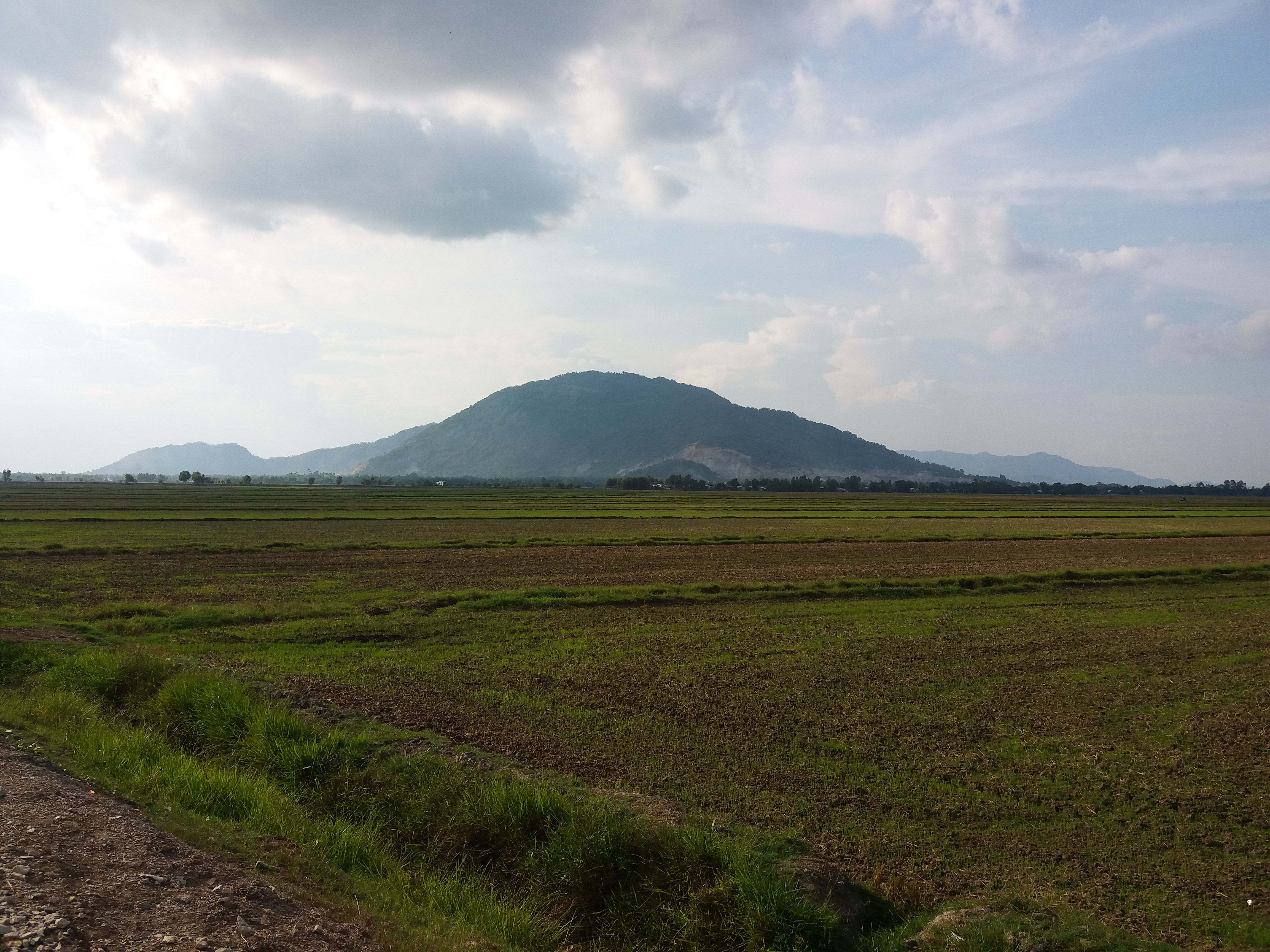
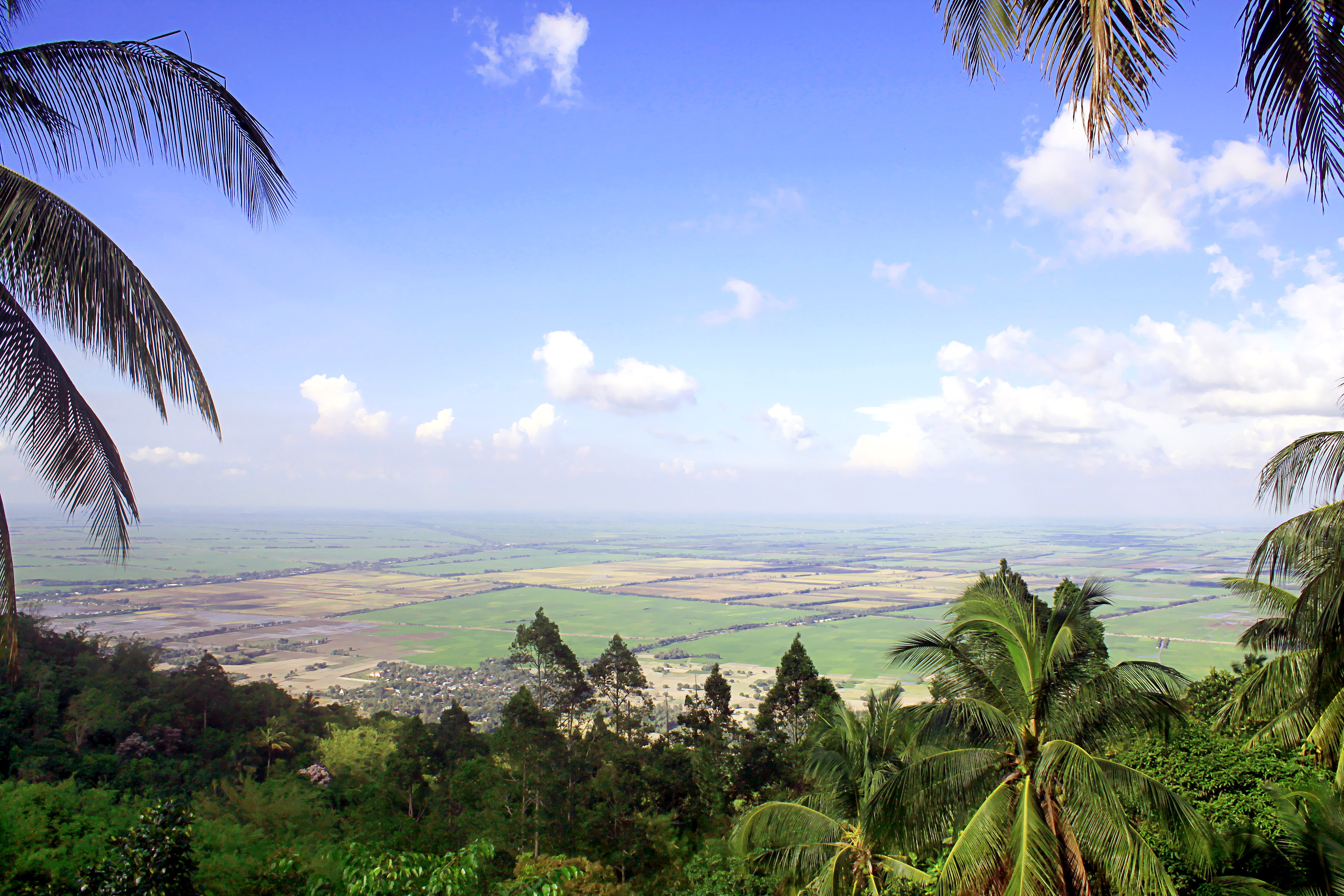
Trên đỉnh núi Tô nhìn xuống cảnh ở chân núi.
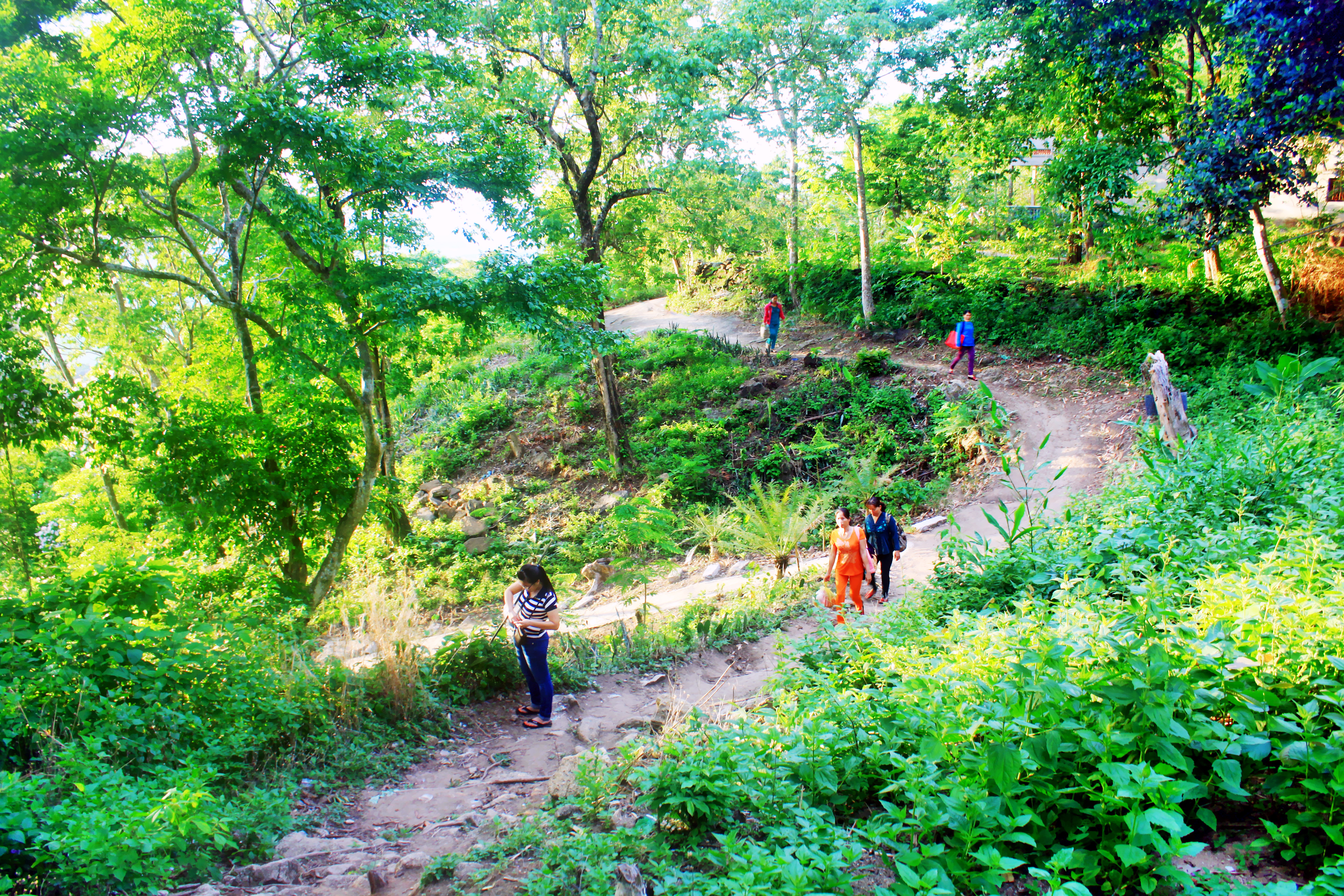
Đi tham quan và hành hương trên núi Tô.
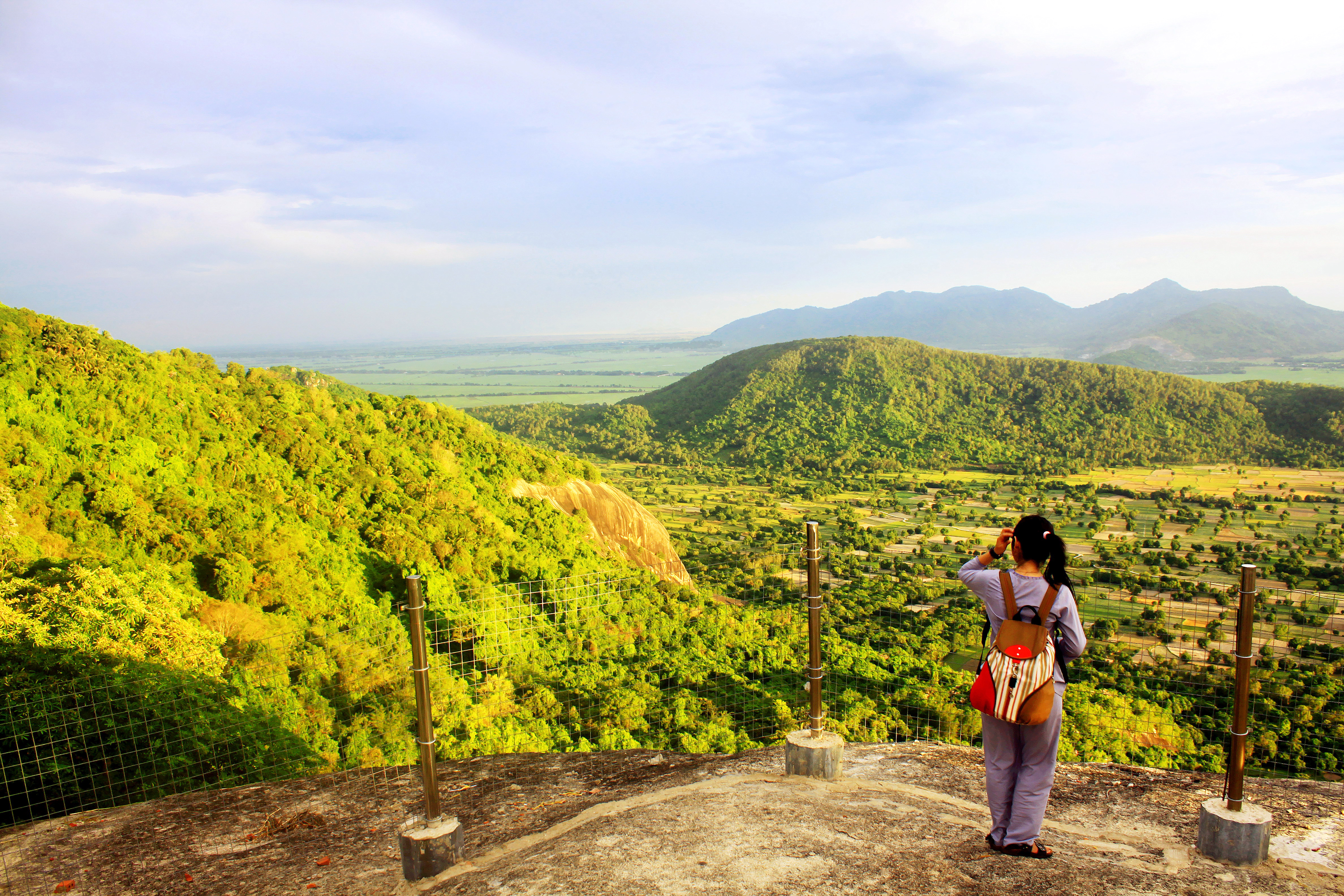
Trên Vồ Hội nhỏ
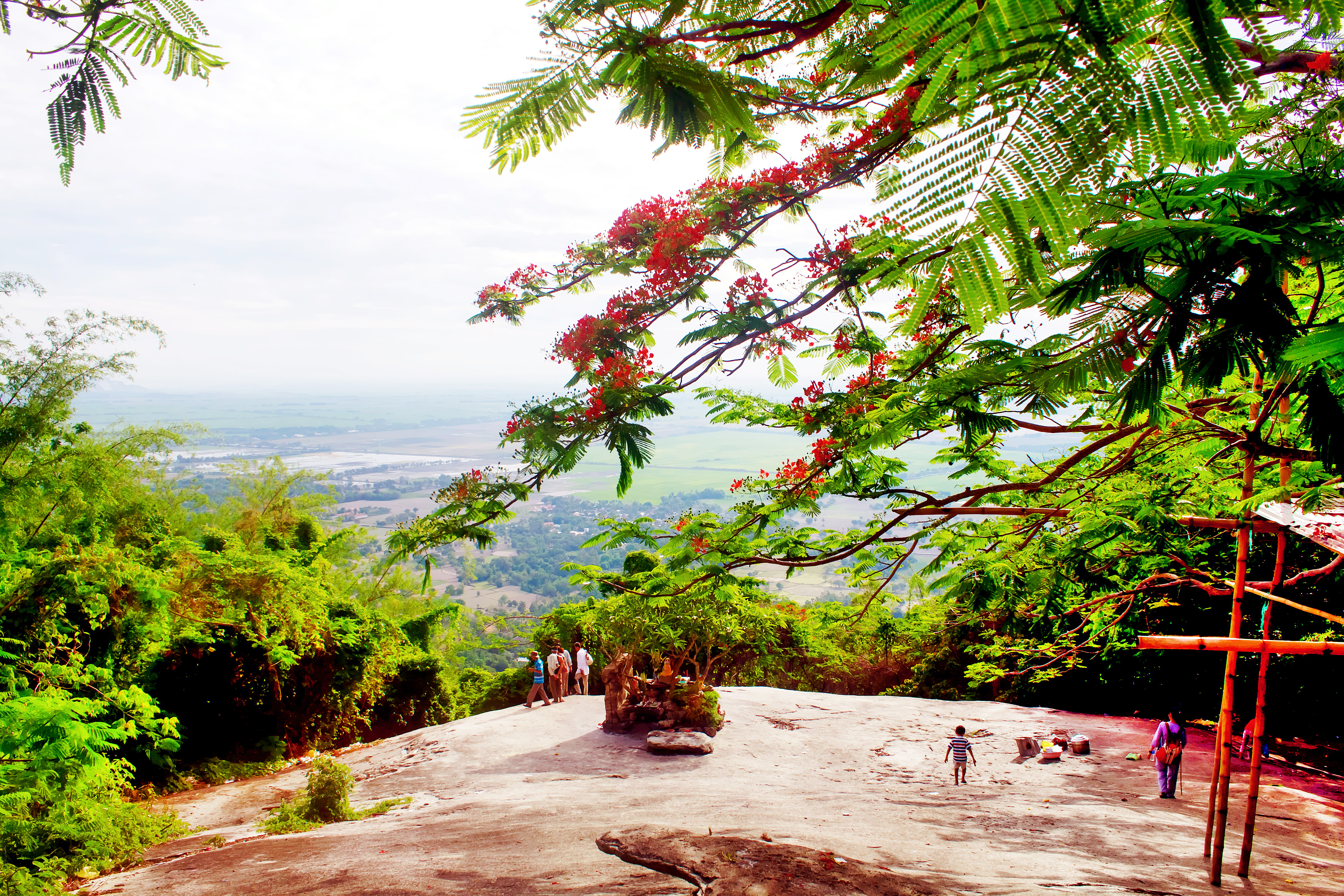
Trên Bàn chân tiên.